# Etelredo II de Mercia
Etelredo II de Mercia (c. 911), mayormente conocido como Æthelred, Lord of the Mercians (señor de los mercianos), fue rey de Mercia entre los años 879 hasta 911 después de la desaparición del último rey Ceolwulf II de Mercia. Su gobierno destacó por ser un completo vasallo del reino de Wessex, bajo el gobierno de Alfredo el Grande, consolidando esa alianza por el matrimonio con su hija mayor Ethelfleda de Wessex, del que se desconoce la fecha exacta del compromiso, pero que los historiadores fechan entre 882 al 887, y que dio como fruto a su única hija Elfwynn en 888. Igualmente, su poder se limitó a la mitad occidental, ya que la oriental del reino de Mercia era parte de Danelaw, gobernados por colonos vikingos.

## Antecedentes

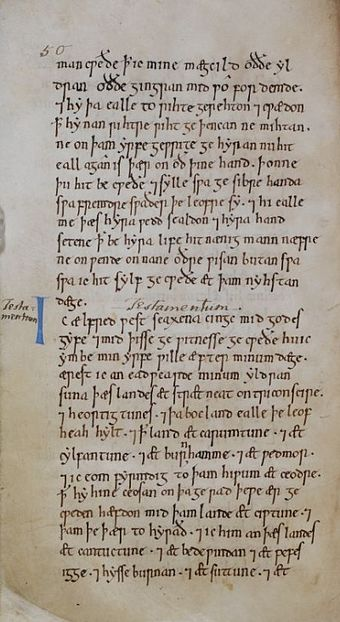
Registro donde Alfredo el Grande" menciona a Etelredo II de Mercia fechado entre el 873 al 888.

Mercia era la mayor potencia de la heptarquía anglosajona en el siglo VIII; dominando casi todos los reinos del sur de las islas británicas en la recordada era de oro de Mercia en regencia del rey Offa de Mercia. La llegada de los vikingos no impidió y no dio ningún problema al crecimiento hegemónico de su reino; realizando comercios hasta con el mismísimo Carlomagno, como todo un igual. El periodo terminaría con los problemas políticos después de su muerte, iniciando una decadencia de poder e influencia, dado a inicios de rebeliones en los territorios a control. Al final y al cabo, terminó definitivamente la etapa dorada con la derrota en la batalla de Ellandun por el rey Egberto de Wessex, siendo conquistados a la misma vez, pero lograrían conseguir su soberanía nuevamente en el año 830.
También fue víctima de la invasión del el gran ejército pagano que comenzó su campaña en Mercia invadiendo Nottingham en el año 868. Entonces, el rey Burgred de Mercia entregó una fortuna para que se retiren de sus tierras, pero volverían años después con más agresividad, siendo al final expulsado de su propio reino en el 874 y puesto en su lugar a Ceolwulf II de Mercia. En 877, los vikingos tomaron la parte oriental de Mercia, que se convirtió parte de Danelaw. Con la desaparición de Ceolwulf en un intento de reconquistar uno de los tantos reinos de Gales, fue sucedido por Etelredo II de Mercia; quien gobernó a influencia del rey Alfredo el Grande. En su etapa de gobierno llegó a hacerse conocido en las crónicas anglosajonas como “El señor de los mercianos”.

## Vida

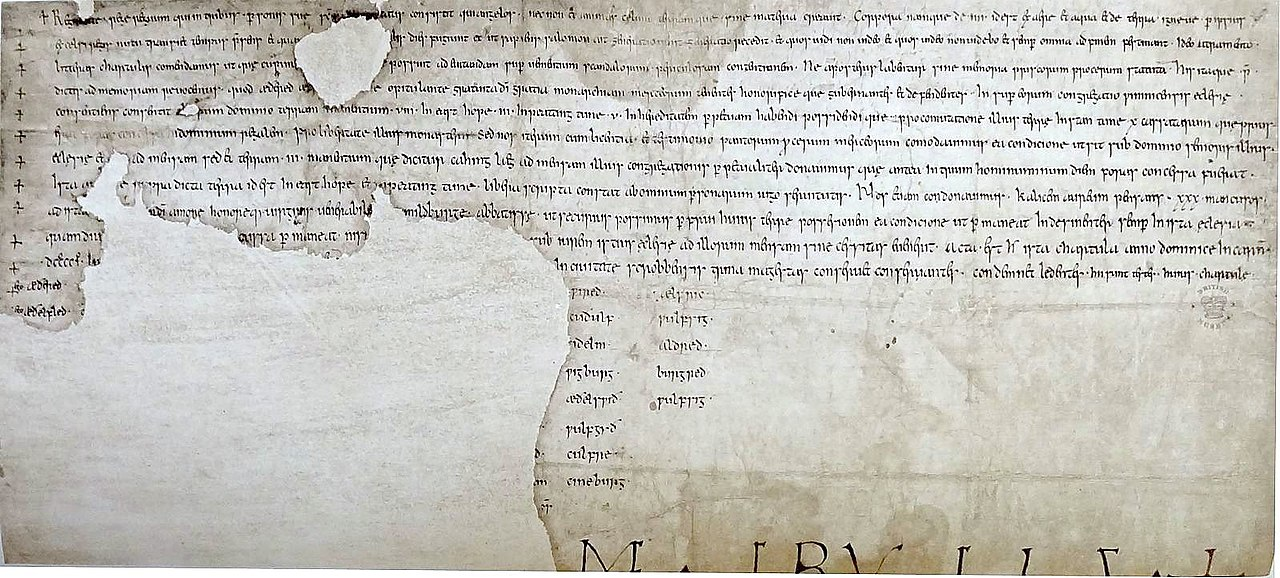
Carta de Etelredo II de Mercia y Ethelfleda de Wessex que sobrevivió al reinado de Eduardo el Viejo.

La ascendencia de Etelredo II de Mercia es desconocida, y no parece haber estado estrechamente relacionado con los gobernantes predecesores, aunque su nombre sugiere una posible relación con los antiguos reyes de Mercia. En el 883 Etelredo aceptó el señorío de Alfredo el Grande cuando se vio rodeado de la inminente influencia de Wessex, por lo cual, impedía su mayor ambición de conquistas en Gales, compuesto por los reinos de Glywysing y Gwent. Frente a la conquista de Londres a manos de Alfredo en el año 886, que había sufrido mucho por las varias ocupaciones de los vikingos de Danelaw. Fue entregado el control a Etelredo, ya que el territorio pertenecía tradicionalmente a Mercia. Sin embargo, reanudaron los ataques en el 892, y al año siguiente Etelredo dirigió un ejército de anglosajones y galeses a la victoria sobre un ejército vikingo en la batalla de Buttington.

## Muerte
Pasó los siguientes años luchando contra los invasores junto al hijo de Alfredo el Grande, el futuro rey Eduardo el Viejo. En algún momento de la década del 899 a 909, la salud de Etelredo comenzó a empeorar, y es así como su esposa Ethelfleda de Wessex pudo convertirse en el gobernante efectivo de Mercia después de su fallecimiento en el 911.
| Predecesor: Ceolwulf II de Mercia | Rey de Mercia 879 d. C. - 911 d. C. | Sucesor: Ethelfleda de Wessex |